# Cuthona foliata
Cuthona foliata é uma espécie de molusco pertencente à família Tergipedidae.
A autoridade científica da espécie é Forbes & Goodsir, tendo sido descrita no ano de 1839.
Trata-se de uma espécie presente no território português, incluindo a zona económica exclusiva.